# روي هوفمان (ضابط)
روي هوفمان (بالإنجليزية: Roy Hoffmann)‏ هو ضابط أمريكي، ولد في 1925.